# Чапаевский наслег
Чапаевский наслег — сельское поселение в Олёкминском районе Якутии Российской Федерации.
Административный центр — село Чапаево.

## История
Статус и границы сельского поселения установлены Законом Республики Саха (Якутия) от 30 ноября 2004 года N 173-З N 353-III «Об установлении границ и о наделении статусом городского и сельского поселений муниципальных образований Республики Саха (Якутия)».

## Население
| 2002 | 2010 | 2011 | 2012 | 2013 | 2014 | 2015 |
| ---- | ---- | ---- | ---- | ---- | ---- | ---- |
| 944  | ↘932 | ↘931 | ↘910 | ↗916 | ↘911 | ↘898 |
| 2016 | 2017 | 2018 | 2019 | 2020 | 2021 |      |
| ↘892 | ↘879 | ↗893 | ↘876 | ↘868 | ↘867 |      |

## Состав сельского поселения

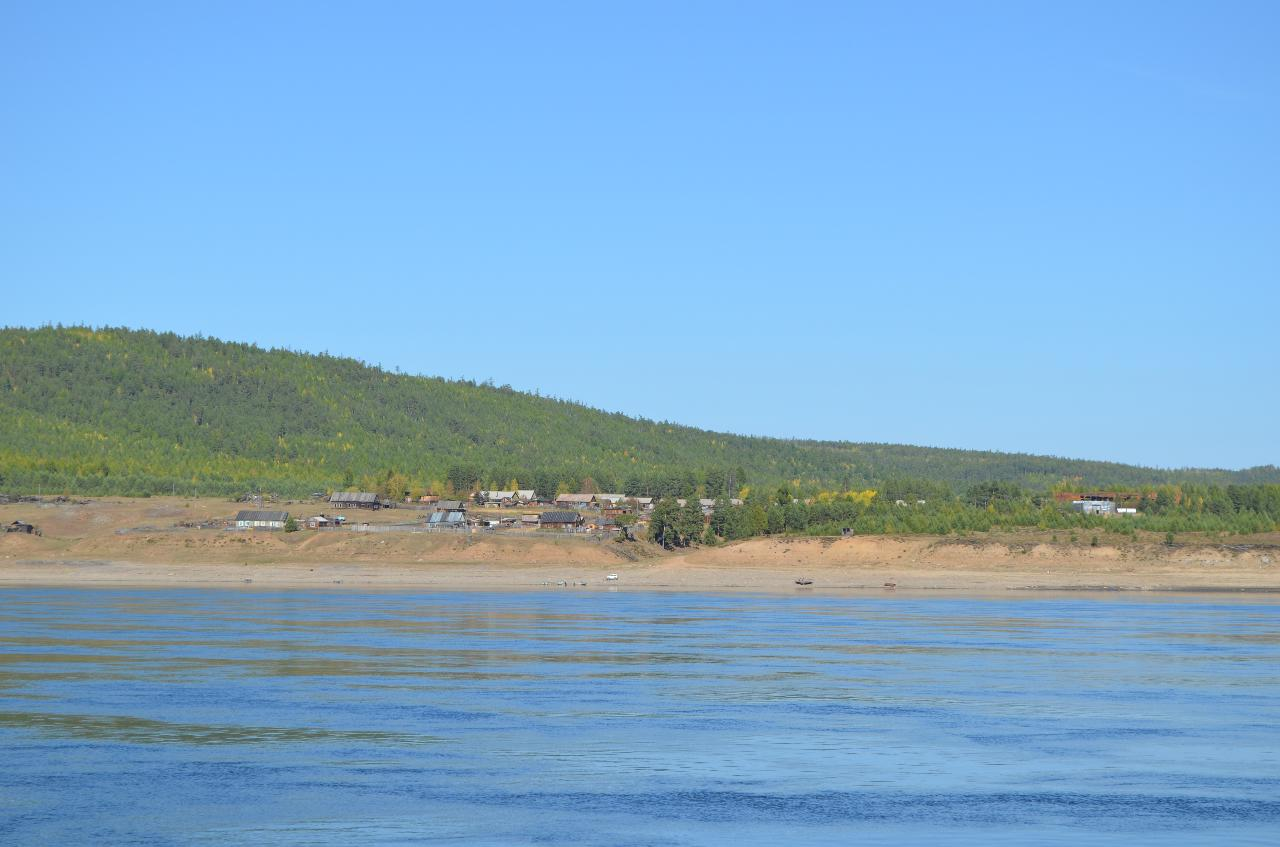
Тинная

| № | Населённый пункт | Тип населённого пункта       | Население |
| - | ---------------- | ---------------------------- | --------- |
| 1 | Тинная           | посёлок                      | ↘26       |
| 2 | Чапаево          | село, административный центр | ↘670      |